# Soul Survivor (Gorefest)
Soul Survivor è il quarto album della band olandese Gorefest. Fu pubblicato nel 1996 dalla Nuclear Blast.

## Tracce
1. Freedom – 4:32
2. Forty Shades – 4:14
3. River – 4:33
4. Electric Poet – 4:20
5. Soul Survivor – 4:30
6. Blood Is Thick – 3:41
7. Dog Day – 2:51
8. Demon Seed – 3:46
9. Chameleon – 2:45
10. Dragon Man – 6:38

## Formazione
- Jan-Chris de Koeijer - voce, basso
- Boudewijn Bonebakker - chitarra
- Frank Harthoorn - chitarra
- Ed Warby - batteria